# Provinz Gran Chimú
Die Provinz Gran Chimú liegt in der Region La Libertad im Nordwesten von Peru. Die im Jahr 1994 gegründete Provinz hat eine Fläche von 1284,77 km². Beim Zensus 2017 lebten 26.892 Menschen in der Provinz. 10 Jahre zuvor lag die Einwohnerzahl bei 30.399. Verwaltungssitz ist die Kleinstadt Cascas.

## Geographische Lage
Die Provinz Gran Chimú liegt im zentralen Norden der Region La Libertad, etwa 70 km nordöstlich der Großstadt Trujillo in der peruanischen Westkordillere. Die Provinz besitzt eine Längsausdehnung in West-Ost-Richtung von knapp 70 km. Der Fluss Río Chicama (Río Huancay) durchquert den westlichen Teil der Provinz in nordwestlicher Richtung.
Die Provinz Gran Chimú grenzt im Norden an die Provinzen Contumazá und Cajamarca (beide in der Region Cajamarca), im Osten an die Provinz Cajabamba (ebenfalls in der Region Cajamarca), im Süden an die Provinz Otuzco sowie im Westen an die Provinz Ascope.

## Verwaltungsgliederung
Die Provinz Gran Chimú gliedert sich in folgende vier Distrikte. Der Distrikt Cascas ist Sitz der Provinzverwaltung.
| Distrikt  | Verwaltungssitz |
| --------- | --------------- |
| Cascas    | Cascas          |
| Lucma     | Lucma           |
| Marmot    | Compin          |
| Sayapullo | Sayapullo       |